# Calophyllum costatum
Calophyllum costatum är en tvåhjärtbladig växtart som beskrevs av J. F. Bailey. Calophyllum costatum ingår i släktet Calophyllum och familjen Calophyllaceae. Inga underarter finns listade i Catalogue of Life.